# Stora Essingen

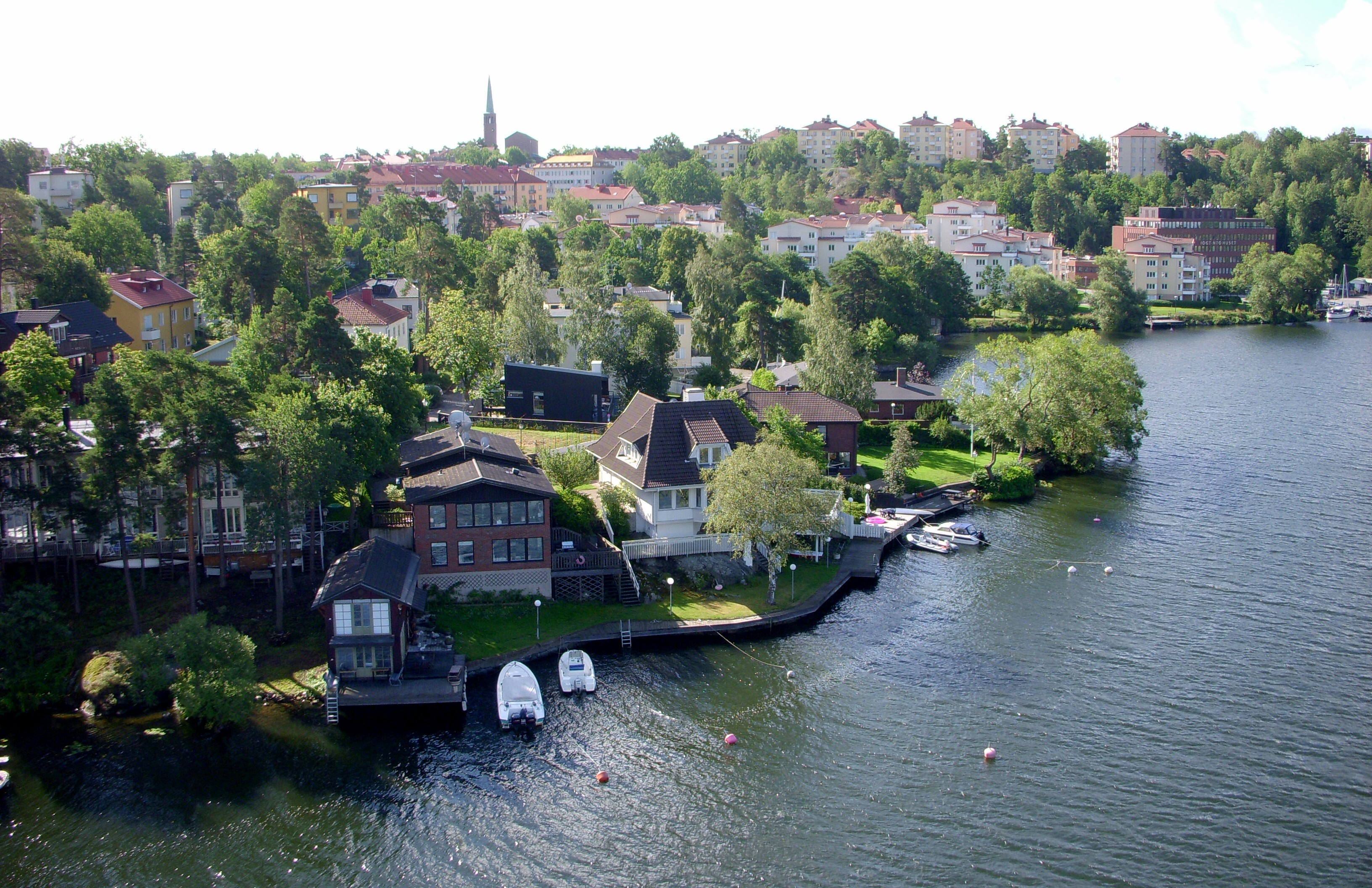
Stora Essingen látképe

Stora Essingen egy Stockholmban fekvő kisebb sziget. Közigazgatásilag Kungsholmen kerületéhez tartozik.

## Lásd még
- Lilla Essingen
- Essingeleden